# The Gums
The Gums är en ort i Australien. Den ligger i kommunen Western Downs och delstaten Queensland, omkring 280 kilometer väster om delstatshuvudstaden Brisbane.
Trakten runt The Gums är nära nog obefolkad, med mindre än två invånare per kvadratkilometer.. Det finns inga andra samhällen i närheten.
Omgivningarna runt The Gums är i huvudsak ett öppet busklandskap.  Genomsnittlig årsnederbörd är 719 millimeter. Den regnigaste månaden är januari, med i genomsnitt 175 mm nederbörd, och den torraste är augusti, med 13 mm nederbörd.